# エターナル (ガンダムシリーズ)
エターナル（ETERNAL）は、「ガンダムシリーズ」のうちのコズミック・イラ (C.E.) 年代を描いた「ガンダムSEEDシリーズ」に登場する架空の軍艦。初出作品は、シリーズ第1作として2002年 - 2003年に放映されたテレビアニメ『機動戦士ガンダムSEED』。
作中国家のひとつであるプラントの軍事組織「ザフト」の宇宙戦闘艦で、核エンジンを搭載した「モビルスーツ (MS) 」であるフリーダムガンダムとジャスティスガンダムの専用母艦として建造された。艦首の左右にはMSとの合体運用を想定した武装モジュール「ミーティア」が接続されており、合体したフリーダムとジャスティスの火力と推進力を強化する。劇中では、ヒロインのラクス・クラインに従うザフト内のクライン派によって強奪され、主人公のキラ・ヤマトが搭乗するフリーダムやアスラン・ザラが搭乗するジャスティスと合流したのち、それぞれ地球連合軍とオーブ連合首長国からそれぞれ合流したアークエンジェル、クサナギと三隻同盟を組む。
「エターナル」は英語で「永遠の」や「不滅の」を意味する形容詞。

## 艦体解説
第一次連合・プラント大戦の後半期にザフトがフリーダムとジャスティスの専用母艦として建造した。核エンジンを採用した機体の整備に必要な専用設備や機材を搭載したほか、従来のMSを大幅に上回るスペックを持つ両機の行動に随伴するため、これまでのザフト艦で最も高速であったナスカ級を超える速力を持つ。
攻撃力については、核動力MSの運用母艦としての機能を優先したため、補助的なものに留まる。カラーリングについては、艦橋上部に伸びる角状のパーツや艦体左右部に伸びる翼状のパーツがそれぞれ白い以外、全面がローズレッドに塗装されている。
作中に登場する他の戦艦たち（アークエンジェルやクサナギなど）と同様、ほとんどのシーンにおいて3DCGで描かれている。

### 武装
主砲
艦橋前方に装備される単装ビーム砲。
レールガン
艦橋後方の両舷に2門装備される小型連装レールガン。
小型ビーム砲
艦体に多数が装備される小型ビーム砲。
ミサイル発射管
艦体に多数が装備されるミサイル発射管。
58mmCIWS
艦体に多数が装備される近接防御機関砲。ミサイルと共に迎撃に多用される。
ミーティア

フリーダムやジャスティスのための強化装備であるが、エターナルに接続された際は同艦の兵装として機能する。

## 搭載機
- 機動戦士ガンダムSEED時
  - ZGMF-X10A フリーダム
  - ZGMF-X09A ジャスティス
- 機動戦士ガンダムSEED DESTINY時
  - ZGMF-X20A ストライクフリーダム
  - ZGMF-X19A インフィニットジャスティス
  - ZGMF-X88S ガイア（アンドリュー・バルトフェルド専用機）
  - ZGMF-XX09T ドムトルーパー×3

## 劇中での活躍
機動戦士ガンダムSEED
プラントにおいて、潜伏していたクライン派のメンバーが、ラクス・クラインの決起と同時にザフトからエターナルを強奪し、艦長のアンドリュー・バルトフェルドによる指揮のもと、出撃した。
メンデルにおいて、アークエンジェルやクサナギと合流を果たし、三隻同盟の中核をなした。第二次ヤキン・ドゥーエ攻防戦を停戦まで戦い抜き、生還した。
機動戦士ガンダムSEED DESTINY
前作の第1次連合・プラント大戦終結時の混乱に紛れ、小惑星に偽装された秘密工廠に隠匿されており、マーチン・ダコスタら旧クライン派の活動拠点となっていた。修理や整備に必要とされる巨額の資材は、すべてジャンク屋組合が無償でまかなっていたという。
再び宇宙に上がったラクス・クラインとアンドリュー・バルトフェルドの合流後、艦載機の補充などを経て、オーブ軍第2宇宙艦隊に編入されたアークエンジェルと共にレクイエム攻防戦に参戦した。最終決戦のメサイア攻防戦において、ストライクフリーダムの活躍もあってメサイアを陥落させ、戦闘を勝利に導いた。
『スペシャルエディション 完結編 『自由の代償』』では、終戦後、プラント最高評議会に招聘されたラクスの乗艦としてプラントへ帰還した。
機動戦士ガンダムSEED FREEDOM
一時期は行方不明として扱われていたが、現在はザフトに復帰している。物語終盤、デュエルブリッツとライトニングバスターにそれぞれミーティアを使わせる役回りとして登場。事態の収拾を図るため、エザリア・ジュールたちが乗艦していた。
テレビシリーズから3DCGを流用したわけではなく、発進用のカタパルトも含めて新規に制作された3DCGで描かれているが、前述のように登場はわずかであり、3カットのみに留まった。